# The Dark Ride
The Dark Ride är det tyska power metal-bandet Helloweens nionde studioalbum, utgivet i oktober 2000 på Nuclear Blast och i Japan på Victor. Singlarna "If I Could Fly" och "Mr. Torture" föregick albumet. Till den förra spelades en video in. Skivan återutgavs av Nuclear Blast i digipakversion med bonusspår år 2013.
The Dark Ride var Helloweens sista studioalbum med Roland Grapow och Uli Kusch. De fick båda sparken strax efter turnén som följde på albumet. En anledning sades vara att de andra bandmedlemmarna ansåg att de lade för mycket tid på sitt nystartade band Masterplan och att de hade olika musikaliska visioner.

## Låtlista
1. "Beyond the Portal" (instrumental) – 0:45
2. "Mr. Torture" – 3:28
3. "All Over the Nations" – 4:54
4. "Escalation 666" – 4:25
5. "Mirror Mirror" – 3:44
6. "If I Could Fly" – 4:09
7. "Salvation" – 5:43
8. "The Departed (Sun Is Going Down)" – 4:36
9. "I Live for Your Pain" – 4:00
10. "We Damn the Night" – 4:06
11. "Immortal" – 4:05
12. "The Dark Ride" – 8:48

Bonusspår på den japanska utgåvan
1. "The Madness of the Crowds" – 4:12

Bonusspår på nyutgåvan från 2013
1. "The Madness of the Crowds" – 4:13
2. "Deliver Us from Temptation" – 4:54
3. "If I Could Fly" (single edit) – 3:30

## Medverkande
Musiker
- Andi Deris – sång
- Michael Weikath – gitarr
- Roland Grapow – gitarr
- Markus Grosskopf – basgitarr
- Uli Kusch – trummor

Bidragande musiker
- Jörn Ellerbrock – keyboard
- Rolf Köhler – bakgrundssång
- Billy King – bakgrundssång

Produktion
- Roy Z – producent, inspelningstekniker
- Charlie Bauerfeind – producent, inspelningstekniker
- George Marino – mastering
- Marie Nishimori – sångtextöversättning
- Masa Itoh – liner notes
- Rainer Laws – albumkonst
- Gisbert Royder – art direction
- Roger Mendez – foto